# 阿称
阿称（1945年—2013年12月8日），藏族，中华人民共和国政治人物、第十一届全国政协委员。
加入中国共产党，担任四川省政协副主席。2008年，当选第十一届全国政协委员，代表少数民族界，分入第五十组。